# Bagley Icefield
Das Bagley Icefield (manchmal auch Bagley Ice Valley) in Alaska erstreckt sich im Kerngebiet der Saint Elias Mountains sowie Teilen der Chugach Mountains und ist das größte zusammenhängende Gletscher-Eisfeld außerhalb der Polregionen.
Es speist mehrere Dutzend Gletscher und bedeckt so insgesamt eine Fläche von etwa 5200 km².
Benannt wurde es nach James W. Bagley, einem USGS-Topografen, der die Bagley-T-3-Kamera entwickelte und Alaska vor Beginn des Ersten Weltkriegs kartografierte.
Das Eisfeld liegt im Schutzgebiet des Wrangell-St.-Elias-Nationalparks.